# Yambo Ouologuem
Yambo Ouologuem (* 22. August 1940 in Bandiagara; † 14. Oktober 2017 in Sévaré) war ein Schriftsteller aus dem westafrikanischen Staat Mali. Sein erster Roman, Le devoir de violence (Das Gebot der Gewalt), gewann den Prix Renaudot. Später veröffentlichte er Lettre à la France nègre und Les mille et une bibles du sexe, letzteres unter dem Pseudonym Utto Rodolph. Das Gebot der Gewalt wurde zunächst gut aufgenommen, später wurde Ouologuem jedoch beschuldigt, ganze Passagen von Graham Greene und anderen etablierten Autoren abgeschrieben zu haben. Ouologuem wandte sich in der Folge von der westlichen Presse ab und lebte zurückgezogen in seinem Heimatland.

## Leben
Yambo Ouologuem wurde 1940 als einziger Sohn einer aristokratischen malischen Familie in Bandiagara, der wichtigsten Stadt der Region Dogon (Teil der damaligen Kolonie Französisch-Sudan) geboren. Sein Vater war ein einflussreicher Grundbesitzer und Schulrat. Ouologuem lernte mehrere afrikanische Sprachen sowie Französisch, Englisch und Spanisch. Nachdem er sich an einem Lycée in der Hauptstadt Bamako eingeschrieben hatte, ging er 1960 nach Paris, wo er am Lycée Henry IV Soziologie, Philosophie und Englisch studierte. Von 1964 bis 1966 unterrichtete er am Lycée de Clarenton in einem Vorort von Paris, während er gleichzeitig ein Doktoratsstudium in Soziologie an der École normale supérieure belegte.
Sein Hauptwerk, das 1968 veröffentlichte Gebot der Gewalt, führte zu einer Kontroverse und akademischen Debatten aufgrund von Plagiatsbeschuldigungen. Im Jahr 1969 veröffentlichte er einen Band mit beißenden Essays unter dem Titel Lettre à la France nègre. Der erotische Roman Les mille et une bibles du sexe, den Ouologuem unter dem Pseudonym Utto Rodolph veröffentlichte, gibt die sexuellen Abenteuer von vier Franzosen in Frankreich und Afrika wieder. Nach der Kontroverse über Das Gebot der Gewalt kehrte Ouologuem in den späten siebziger Jahren nach Mali zurück. Bis 1984 war er Leiter eines Jugendzentrums in der Nähe von Mopti in Zentralmali, wo er eine Reihe von Lehrbüchern für Kinder herausbrachte. Seitdem, hieß es, führte er ein zurückgezogenes, der Religion gewidmetes Leben.

## Das Gebot der Gewalt
Sein Hauptwerk Le devoir de violence wurde 1968 vom französischen Verlag Éditions du Seuil veröffentlicht und erschien ein Jahr später in deutscher Übersetzung unter dem Titel Das Gebot der Gewalt. Es wurde zunächst von den Kritikern mit großem Lob bedacht und gewann im selben Jahr als erstes Werk eines afrikanischen Autors den Prix Renaudot. Ouologuem wurde berühmt, Le Monde nannte ihn einen der wenigen schwarzafrikanischen Intellektuellen von internationalem Format und verglich ihn mit Léopold Sédar Senghor. Dieser Roman kritisiert den afrikanischen Nationalismus scharf und prangert die Gewalt von Afrikanern gegen andere Afrikaner an. Da der Roman an zahlreichen Stellen historisch ungenau ist, sind einige Kritiker der Ansicht, dass das Lob und die angebliche Authentizität des Romans eine rein westliche Sichtweise darstellen. Diese Kritiker betrachten ihn als eine Absage an eine glorifizierende Ansicht der afrikanischen Geschichte, einem Beitrag in The Nation zufolge hat Ouologuem den Mythos einer ruhmreichen afrikanischen Vergangenheit erschüttert.
Bald jedoch brach eine Kontroverse aus, weil einige Passagen aus Graham Greenes Schlachtfeld des Lebens und dem französischen Roman Der letzte der Gerechten von André Schwarz-Bart abgeschrieben zu sein schienen. Nach einer gerichtlichen Klage von Greene wurde das Buch in Frankreich verboten und erst im Jahr 2003 wieder neu aufgelegt. Ouologuem behauptete damals, dass er ursprünglich einige der umstrittenen Passagen zitiert habe, aber sein ursprüngliches Manuskript war nicht mehr verfügbar, um dies zu überprüfen. Er behauptete auch, dass er in einigen frühen Interviews offen davon gesprochen habe, die Abschnitte exzerpieren zu wollen, weswegen die Diskussion in Frankreich viel weniger kontrovers ausfiel. Seit 1977 trägt die englische Ausgabe den Hinweis, dass der Verlag die Verwendung von bestimmten Passagen auf den Seiten 54–56 aus dem Buch Schlachtfeld des Lebens von Greene anerkennt.
Das Gebot der Gewalt ist ein bedeutendes Beispiel für die semi-orale Struktur, die man in der westafrikanischen Literatur häufig antrifft. Es skizziert siebeneinhalb Jahrhunderte Geschichte von Zentralmali anhand eines fiktiven Königreiches namens Nakem-Zuiko und der ebenfalls fiktiven Saïf-Dynastie. Der erste Teil des Buches befasst sich mit mehreren mächtigen malischen Reichen, insbesondere dem vorkolonialen Toucouleur-Reich mit Bandiagara als Hauptstadt und dem vorislamischen Bambara-Reich, welches den Toucouleur-Staat ersetzt hatte. Es arbeitet heraus, wie afrikanische Herrscher mit den Sklavenhändlern zusammenarbeiteten und Millionen ihrer Untertanen in die Sklaverei verkauften. Der letzte Herrscher der Dynastie, Saïf ben Isaac El Heït, wird als der brutalste König dargestellt, der seinem Reich das gleiche Schicksal beschert, von dem die real existierenden westafrikanischen Reiche betroffen waren: Kriege, Allianzen, Dislozierung, Untergang; die Herrscherklasse schaffte es jedoch, durch Kollaboration mit den Kolonialherrschern an der Macht zu bleiben und nach Erlangung der Unabhängigkeit die alleinige Herrschaft wieder an sich zu reißen. Die Erzählung ist von Gewalt und Erotizismus geprägt; es stellt Zauberei und schwarze Magie als natürliche menschliche Aktivitäten dar.
Im zweiten, kolonialen Teil der Geschichte wird der von Sklaven abstammende Protagonist Raymond Spartacus Kassoumi nach Frankreich geschickt, um dort auf eine politische Karriere vorbereitet zu werden. Die Geschichte zeigt nicht zuletzt den Prozess, durch den Unterwürfigkeit oder Negraille (ein von Ouologuem geschöpftes französisches Wort) tief in das Gedächtnis der Bevölkerung eingeprägt wird.
Das Buch wird durch seine Weitläufigkeit charakterisiert: Legenden und Mythen, Chroniken und religiöse Angelegenheiten sind in eine opulente Erzählung verwoben, durch Beredsamkeit, Rhythmus und Musik der Prosa. Erzählmodus und Erzählfigur dieses Werkes sind an westafrikanische Epen wie das Soundjata-Epos angelehnt: Es erzählt und kommentiert ein islamischer Gelehrter, als ob er einem gespannt zuhörenden Publikum gegenübersäße. Immer wieder gibt es rituelle Einschübe wie im Namen Gottes! oder Gepriesen sei Gott, und Bezüge zu mündlicher wie auch schriftlicher Literatur. Das Buch wurde von zahlreichen Kritikern verteidigt, wie etwa von Kwame Anthony Appiah, der es als eine Absage an die erste Generation von modernen afrikanischen Romanen, wie etwa Achebes Things Fall Apart oder Layes Einer aus Kurussa sieht. Es kollidierte direkt mit Senghors Idee der Négritude und ihrer afrikanistischen Mystifizierung. Ayi Kwei Armah nahm Ouologuems Ideen später wieder auf. Trotz aller Diskussionen ist das Buch eines der Hauptwerke der postkolonialen afrikanischen Literatur.

## Werke

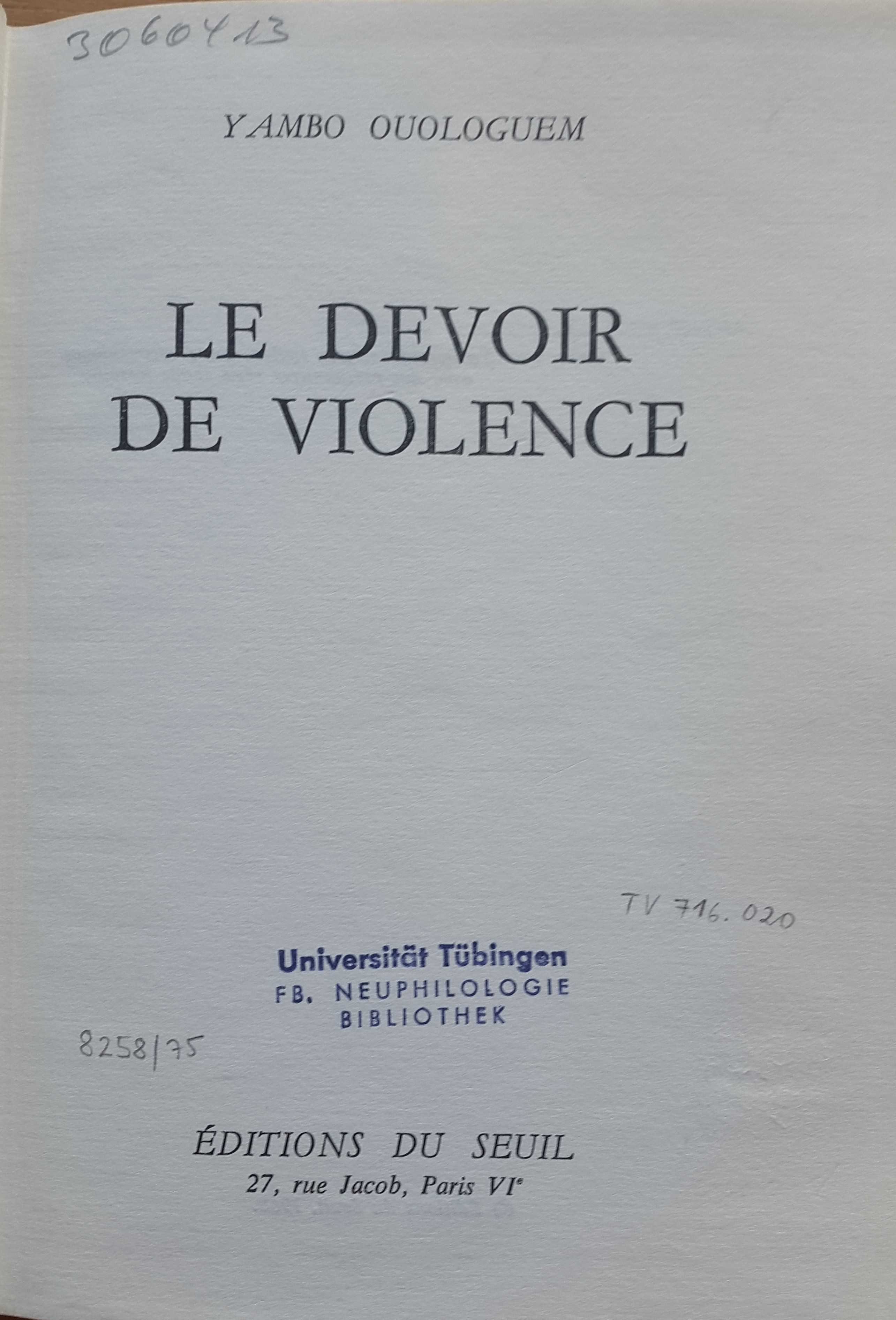
Erstausgabe 1968

- Yambo Ouologuem: Das Gebot der Gewalt, Roman, übersetzt von Eva Rapsilber, München 1969.
- Yambo Ouologuem: Le devoir de violence, ISBN 2-84261-396-1, Éd. Le Serpent à Plumes 2003.
- Yambo Ouologuem: Lettre à la France nègre, ISBN 978-2-84261-395-2, Les Editions du Rocher 2003.
- Yambo Ouologuem: Les mille et une bibles du sexe, Éd. du Dauphin 1969.
- Yambo Ouologuem und Paul Pehiep: Terres de soleil, 1969.